# Helmut Bertalanffy
Helmut Bertalanffy (* 5. April 1954 in Timișoara) ist ein deutscher Neurochirurg.

## Werdegang
Das Studium der Humanmedizin an der Albert-Ludwigs-Universität in Freiburg im Breisgau schloss Bertalanffy 1983 ab, er promovierte 1986 und ist seit 1990 Facharzt der Neurochirurgie. Von 1990 bis 1992 war er, als Stipendiat der Alexander von Humboldt-Stiftung (Bonn) und der Japan Society for the Promotion of Science (Tokio/Japan) in Tokio, an der Keiō-Universität wissenschaftlich tätig. 1992 kehrte er nach Deutschland zurück und übernahm die Stelle als Leitender Oberarzt der Neurochirurgischen Klinik an der RWTH Aachen. 1994 erfolgte die Habilitation. Für seine Habilitationsschrift erhielt er den „Friedrich-Wilhelm-Preis“ der Friedrich-Wilhelm-Stiftung der RWTH Aachen für herausragende wissenschaftliche Leistungen. 1996 wurde Bertalanffy von der Philipps-Universität Marburg auf den Lehrstuhl der Neurochirurgie berufen, wo er von 1997 bis 2007 die Position des Klinikdirektors einnahm. 2007 wechselte er nach Zürich als Direktor der Neurochirurgischen Universitätsspital Zürich. Seit 2011 ist er Direktor der Vaskulären Neurochirurgie an der Privatklinik „International Neuroscience Institute“.

## Spezialgebiete
Die Spezialgebiete von Bertalanffy sind die Vaskuläre Neurochirurgie und die Schädelbasis-Chirurgie. Dabei sind seine Behandlungsschwerpunkte Hirnstamm-Kavernome und -gliome, komplexe Schädelbasis-Läsionen, tiefliegende Hirntumoren sowie Hirngefäß-Aneurysmen und Läsionen am Kopf-Hals-Übergang.

## Wissenschaftliche Leistung
Aufgrund seiner wissenschaftlichen Beiträge auf den Gebieten der Vaskulären Neurochirurgie, der Mikrochirurgie von Hirnstammläsionen und der Schädelbasischirurgie hielt Bertalanffy als Gastredner über 400 Vorträge an zahlreichen internationalen Kongressen.
Außerdem war er zwölf Jahre lang Editor-in-Chief der wissenschaftlichen Zeitschrift Neurosurgical Review (2004–2016) und betätigt sich als Gutachter für mehrere internationale neurochirurgische Fachzeitschriften.
Seine Publikationsliste umfasst über 180 Aufsätze als Erst- oder Koautor in begutachteten Zeitschriften, mehr als 50 Buchkapitel und andere fachliche Beiträge. Ein Großteil der Publikationen befindet sich auf Pubmed.

## Mitgliedschaften
- Mitglied der Deutschen Gesellschaft für Neurochirurgie
- Mitglied der Deutschen Akademie für Neurochirurgie
- Gründungsmitglied der World Academy of Neurosurgery
- Mitglied der Skull Base und der Nominating Committees der World Federation of Neurological Surgeons (WFNS)
- Ehemaliger Vorsitzender des Nominating Committee der WFNS
- Mitglied des International Advisory Board of the American Association of Neurological Surgeons
- Mitglied der Academia Eurasiana
- Mitglied des Asian Congress of Neurological Surgeons
- Korrespondierendes Mitglied der American Academy of Neurological Surgeons
- Ehrenmitglied der Italienischen und der Rumänischen Gesellschaften für Neurochirurgie